# Чепе, Беате
Беа́те Че́пе или Цшепе (нем. Beate Zschäpe; род. 2 января 1975 года, Йена, ГДР) — немецкая неонацистская активистка, предполагаемая участница праворадикальной террористической группировки «Национал-социалистическое подполье».
В настоящее время подозревается в соучастии в ограблениях банков, терактах, серии убийств мигрантов турецкого и греческого происхождения, а также в убийстве полицейской в период с 1998 по ноябрь 2011 года.
Беате Чепе известна также как «Поджигательница из Цвиккау».

## Биография
Беате Апель родилась 2 января 1975 года в восточногерманском городе Йена. Своего отца Беате никогда не видела. Она выросла в скромных условиях и часто оказывалась на попечении бабушки. Её мать разводилась два раза и каждый раз Беате брала фамилию своего отчима. В течение первых пятнадцати лет своей жизни семья переезжала шесть раз в пределах Йены и её окрестностях.
В 1991 году, после 10 классов обучения, Чепе оставила учёбу в школе «Иоганн Вольфганг фон Гёте» в Йене и стала работать ассистентом художника. В это же время Чепе присоединяется к молодёжному клубу «Винцерклан» в йенском районе Винцерла, где знакомится с Уве Мундлосом и Уве Бёнхардтом. В 1993 году из-за радикальных политических взглядов Чепе, Бёнхардту и Мундлосу был запрещен доступ в клуб. Позднее Чепе, Бёнхардт и Мундлос присоединились к Йенскому братству «Тюрингской защиты родины», созданной в 1996 году на основе организации «Анти-антифа».
26 января 1998 года в ходе полицейских обысков квартир и гаражей предполагаемых правых экстремистов в арендованном Чепе гараже в Йене была обнаружена мастерская по изготовлению бомб. В ней находились 5 готовых к использованию бомб, взрывчатка для которых была украдена ещё в 1991 году со склада Национальной народной армии ГДР. 28 января был выдан ордер на арест Чепе, Бёнхардта и Мундлоса, однако накануне они скрылись.
В 1999 году Беате Чепе, Уве Мундлос и Уве Бёнхардт создают группировку «Национал-социалистическое подполье». Предполагается, что с 2000 по 2006 год Беате Чепе и другие члены неонацистской группировки убили девять мигрантов, проживавших в Германии, а в 2007 году — служащую полиции. Кроме того, группировка подозревается в организации в 2001 и 2004 годах двух взрывов в Кёльне, в результате которых получили ранения 23 человека.
Беате Чепе сдалась в руки полиции 8 ноября 2011 года. Уве Мундлос и Уве Бёнхардт покончили с собой 4 ноября, чтобы избежать ареста после неудачной попытки ограбления.
6 мая 2013 года начался процесс по делу «Национал-социалистического подполья» и Беате Чепе предстала перед судом вместе с 4 обвиняемыми в пособничестве неонацистам.
16 июля 2014 года председательствовавший на процессе судья Манфред Гётцль сообщил, что Беате Чепе отказалась от услуг своих троих адвокатов «из-за утраты к ним доверия».
12 сентября 2017 года стало известно, что сторона обвинения потребовала у суда приговорить Беату Чепе к пожизненному лишению свободы.
11 июля 2018 года Беата Чепе была приговорена к пожизненному заключению без права освобождения за десятикратное убийство, участие в бандитском формировании и особо тяжком поджоге.